# Родные души (фильм)
«Родные души» (1915) — немой художественный фильм Пётр Чардынин. Фильм вышел на экраны 16 сентября 1915 года. Фильм не сохранился.

## Сюжет
Счастье двух влюблённых губит навязчивая ревность композитора.

## В ролях
- Вера Каралли — Муза Талиарская, танцовщица
- Осип Рунич — Борис Дегаль, композитор

## Художественные особенности
В. Вишневский назвал фильм «психологической кинодрамой» и отметил, что он «интересен по художественному замыслу».